# Chiesa cattolica a Panama

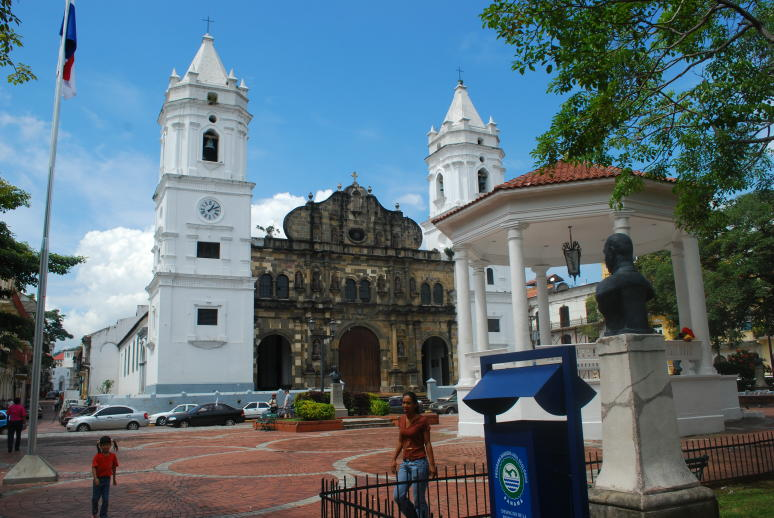
La cattedrale dell'Assunzione di Panama

La Chiesa cattolica a Panama è parte della Chiesa cattolica che è in comunione con il Papa e lo riconosce come suo supremo capo spirituale.

## Storia
Nel 1501 Rodrigo de Bastida e Vasco Núñez de Balboa scoprono l'istmo di Panama. L'anno successivo Cristoforo Colombo visitò la zona, con l'intento di fondarvi una città, Santa Maria di Belén. Nel 1510 venne fondata lungo il corso del rio Atrato la città di La Guardia, che, in onore della madre di Gesù e in ricordo della vergine venerata nella cattedrale di Siviglia in Spagna, fu poi chiamata Santa Maria la Antigua. Il 9 settembre 1513 con la bolla Pastoralis officii debitum, papa Leone X eresse la diocesi di Santa Maria la Antigua, che fu la prima diocesi in terraferma in America: primo vescovo fu il francescano Juan de Quevedo, consacrato nella cattedrale di Siviglia sul finire del 1513, e che prese possesso della sua diocesi nel mese di luglio dell'anno successivo.
Nell'agosto del 1519 fu fondata la prima città spagnola sulla costa del Pacifico, che prese il nome da un villaggio locale, Panama: il suo nome ufficiale fu Nostra Signora dell'Assunzione di Panama. Questa città divenne un porto importante per la colonizzazione dell'America meridionale ed in particolare per la conquista dell'impero inca. Nel 1524 la sede della diocesi fu trasferita nella nuova città di Panama, che divenne anche il centro politico ed amministrativo della regione. A Juan de Quevedo succedettero, come vescovi di Panama, i domenicani Vicente Peraza e Tomás de Berlanga: quest'ultimo fu il primo a suggerire al re di aprire un canale che unisse i due oceani.
La città di Panama fu distrutta dal pirata Morgan nel 1671 ed in seguito ricostruita dal vescovo Antonio de León vicina al porto. La nuova cattedrale panamense fu costruita sul finire del XVII secolo, distrutta da un incendio e ricostruita nuovamente nel secolo successivo: la benedizione dell'attuale cattedrale avvenne il 10 dicembre 1762, ma la sua consacrazione fu solo nel 1796.
La diocesi di Panama fu suffraganea dell'arcidiocesi di Siviglia dalla sua fondazione fino al 1548; da questa data passò alla provincia ecclesiastica dell'arcidiocesi di Lima, in Perù. Nel 1835 papa Gregorio XVI sottomise Panama all'arcidiocesi di Santa Fé di Bogotá; nel 1901 passò alla provincia ecclesiastica dell'arcidiocesi di Cartagena de Indias. Finalmente nel 1925 fu eretta ad arcidiocesi e fu creata la provincia ecclesiastica panamense, con l'erezione del vicariato apostolico di Darién y Colón.
Il 9 settembre 1999 Santa Maria la Antigua è stata proclamata da monsignor José Dimas Cedeño patrona dell'arcidiocesi di Panama, e lo stesso giorno dell'anno successivo è stata proclamata dalla conferenza episcopale locale come patrona della repubblica di Panama.
Nel gennaio 2019 la Chiesa panamense ha ospitato la XXXIV Giornata mondiale della gioventù.

## Organizzazione ed istituzioni
La Chiesa cattolica panamense è presente sul territorio con 1 arcidiocesi, 5 diocesi, 1 prelatura territoriale ed 1 vicariato apostolico:
- Arcidiocesi di Panama
  - Diocesi di Chitré
  - Diocesi di Colón-Kuna Yala
  - Diocesi di David
  - Diocesi di Penonomé
  - Diocesi di Santiago de Veraguas
- Prelatura territoriale di Bocas del Toro
- Vicariato apostolico del Darién

L'episcopato panamense è riunito nella Conferencia Episcopal de Panamá, il cui attuale presidente è l'arcivescovo metropolita di Panama José Domingo Ulloa Mendieta, O.S.A..

## Nunziatura apostolica
L'internunziatura apostolica dell'America Centrale fu istituita il 16 ottobre 1922: da essa dipendevano la Costa Rica, l'Honduras, il Nicaragua, l'El Salvador e, dal 1923, anche Panama. Il 30 settembre 1933 fu eretta la nunziatura apostolica di Panama.

### Internunzi e nunzi apostolici
- Angelo Rotta † (13 ottobre 1923 - 9 maggio 1925 nominato delegato apostolico in Turchia)
- Giuseppe Fietta † (27 febbraio 1926 - 23 settembre 1930 nominato nunzio apostolico ad Haiti e nella Repubblica Dominicana)
- Carlo Chiarlo † (28 gennaio 1932 - 3 dicembre 1941 dimesso)
- Luigi Centoz † (3 dicembre 1941 - 26 aprile 1952 dimesso)
- Paul Bernier † (7 agosto 1952 - 9 settembre 1957 nominato arcivescovo, titolo personale, di Gaspé)
- Luigi Punzolo † (12 dicembre 1957 - 10 gennaio 1962 nominato internunzio apostolico in Siria)
- Antonino Pinci † (31 ottobre 1961 - 1971 dimesso)
- Edoardo Rovida (31 luglio 1971 - 13 agosto 1977 nominato pro-nunzio apostolico nello Zaire)
- Blasco Francisco Collaço (23 settembre 1977 - 26 luglio 1982 nominato nunzio apostolico nella Repubblica Dominicana)
- José Sebastián Laboa Gallego † (18 dicembre 1982 - 21 agosto 1990 nominato nunzio apostolico in Paraguay)
- Osvaldo Padilla (17 dicembre 1990 - 20 agosto 1994 nominato nunzio apostolico nello Sri Lanka)
- Bruno Musarò (3 dicembre 1994 - 25 settembre 1999 nominato nunzio apostolico in Madagascar, Mauritius e Seychelles e delegato apostolico nelle Isole Comore)
- Giacomo Guido Ottonello (29 novembre 1999 - 26 febbraio 2005 nominato nunzio apostolico in Ecuador)
- Giambattista Diquattro (2 aprile 2005 - 21 novembre 2008 nominato nunzio apostolico in Bolivia)
- Andrés Carrascosa Coso (12 gennaio 2009 - 22 giugno 2017 nominato nunzio apostolico in Ecuador)
- Mirosław Adamczyk (12 agosto 2017 - 22 febbraio 2020 nominato nunzio apostolico in Argentina)
- Luciano Russo (22 agosto 2020 - 18 dicembre 2021 nominato nunzio apostolico in Uruguay)
- Dagoberto Campos Salas, dal 14 maggio 2022

## Conferenza episcopale
La Conferenza è uno dei membri del Consiglio episcopale latinoamericano (CELAM).

Elenco dei presidenti della Conferenza episcopale di Panama:
- Arcivescovo Francisco Beckmann, C.M.F. (1962 - 30 ottobre 1963)
- Arcivescovo Tomás Alberto Clavel Méndez (1964 - 1967)
- Vescovo Jesús Serrano Pastor, C.M.F. (1967 - 1969)
- Arcivescovo Marcos Gregorio McGrath, C.S.C. (1969 - 1971)
- Vescovo José María Carrizo Villarreal (1971 - 1973)
- Vescovo Daniel Enrique Núñez Núñez (1973 - 1977)
- Arcivescovo Marcos Gregorio McGrath, C.S.C. (1977 - 1982)
- Vescovo José María Carrizo Villarreal (1982 - 1985)
- Arcivescovo Marcos Gregorio McGrath, C.S.C. (1985 - 1988)
- Vescovo José Dimas Cedeño Delgado (1988 - 1991)
- Arcivescovo Marcos Gregorio McGrath, C.S.C. (1991 - 1994)
- Arcivescovo José Dimas Cedeño Delgado (1994 - 2000)
- Vescovo José Luis Lacunza Maestrojuán, O.A.R. (2000 - 2004)
- Vescovo Oscar Mario Brown Jiménez (febbraio 2004 - aprile 2007)
- Vescovo José Luis Lacunza Maestrojuán, O.A.R. (aprile 2007 - gennaio 2013)
- Arcivescovo José Domingo Ulloa Mendieta, O.S.A. (gennaio 2013 - 11 marzo 2019)
- Vescovo Rafael Valdivieso Miranda, dall'11 marzo 2019

Elenco dei vicepresidenti della Conferenza episcopale di Panama:
- Vescovo Audilio Aguilar Aguilar (2010 - gennaio 2016)
- Vescovo Rafael Valdivieso Miranda (gennaio 2016 - 11 marzo 2019)
- Vescovo Pedro Joaquin Hernández Cantarero, C.M.F., dall'11 marzo 2019

Elenco dei segretari generali della Conferenza episcopale di Panama:
- Arcivescovo José Domingo Ulloa Mendieta, O.S.A. (2007 - 2011)
- Vescovo Pablo Varela Server (2010 - gennaio 2016)
- Vescovo Manuel Ochogavía Barahona, O.S.A., dal gennaio 2016